# 和歌山県道203号滝之口古井口線
和歌山県道203号滝之口古井口線（わかやまけんどう203ごう たきのぐちふるいぐちせん）は、和歌山県日高郡印南町を通る一般県道である。

## 概要
日高郡印南町大字印南原から日高郡印南町大字古井に至る。

### 路線データ
- 起点：日高郡印南町大字印南原（和歌山県道28号印南原印南線交点）
- 終点：日高郡印南町大字古井（国道425号上、和歌山県道30号田辺印南線終点）
- 実延長：3.387 km

## 路線状況

### 重複区間
- 国道425号（日高郡印南町大字印南原 - 日高郡印南町大字古井（終点））

## 地理

### 通過する自治体
- 和歌山県
  - 日高郡印南町

### 交差する道路
| 交差する道路                                    | 交差する場所 | 交差する場所 |
| ----------------------------------------------- | ------------ | ------------ |
| 和歌山県道28号印南原印南線                      | 大字印南原   | 起点         |
| 国道425号 重複区間起点                          | 大字印南原   |              |
| 国道425号 重複区間終点 和歌山県道30号田辺印南線 | 大字古井     | 終点         |

### 沿線
- 印南川
- 切目川
- 古井郵便局

### 峠
- 深山峠（日高郡印南町、国道425号重複区間内）